# 駒形神社 (佐久市)
駒形神社（こまがたじんじゃ）は、長野県佐久市塚原字新城にある神社。

## 概要
下塚原地区から塩名田への崖に面して所在し、本殿は重要文化財に指定されている。宇気母智命（うけもちのみこと）を祀り、文明十八年（1486年）佐久郡の耳取城城主・大井政継が再興したと伝わる。
付近は道本城に拠った根井氏の領するところで、中世には広大な台地を利用して牧場が営まれた。古く馬の産地であり、「駒形神人」との関係が示唆されている。
一説に、ここには中世の城郭があり、現在「駒形城」と呼ばれている。

## 祭神
- 宇気母智命

## 所在地
- 長野県佐久市塚原字新城

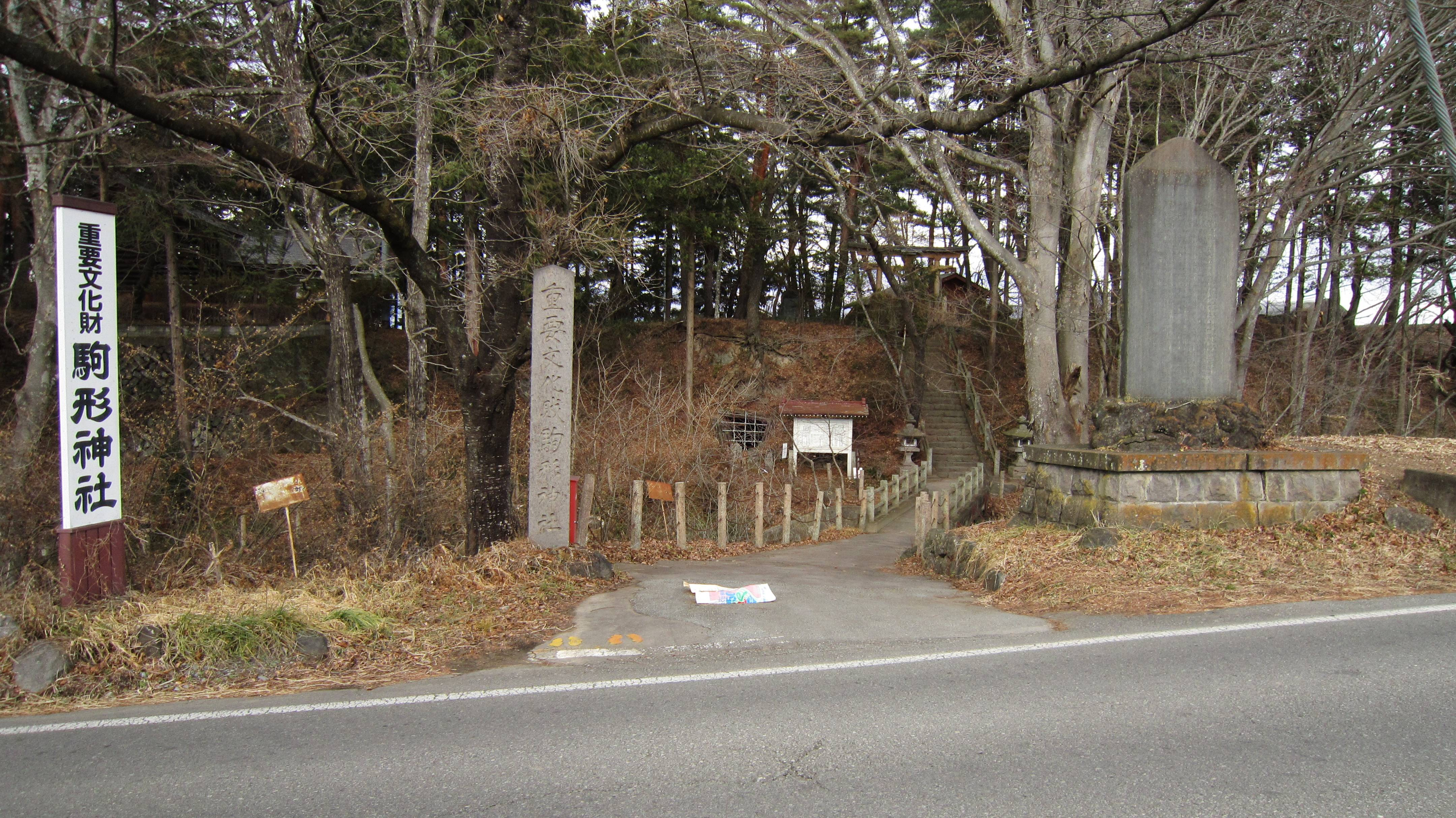
入口 （手前は県道154号）
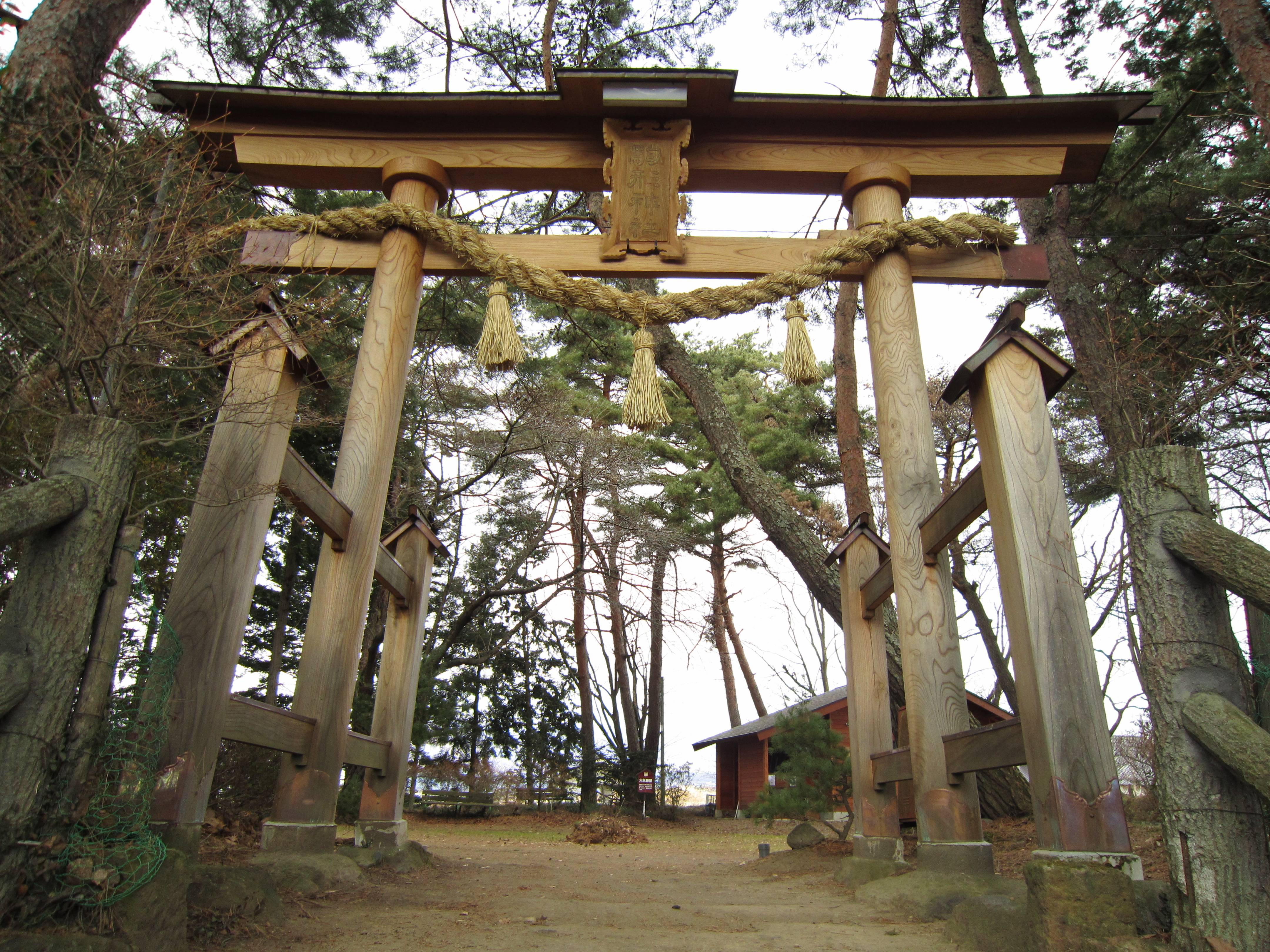
鳥居
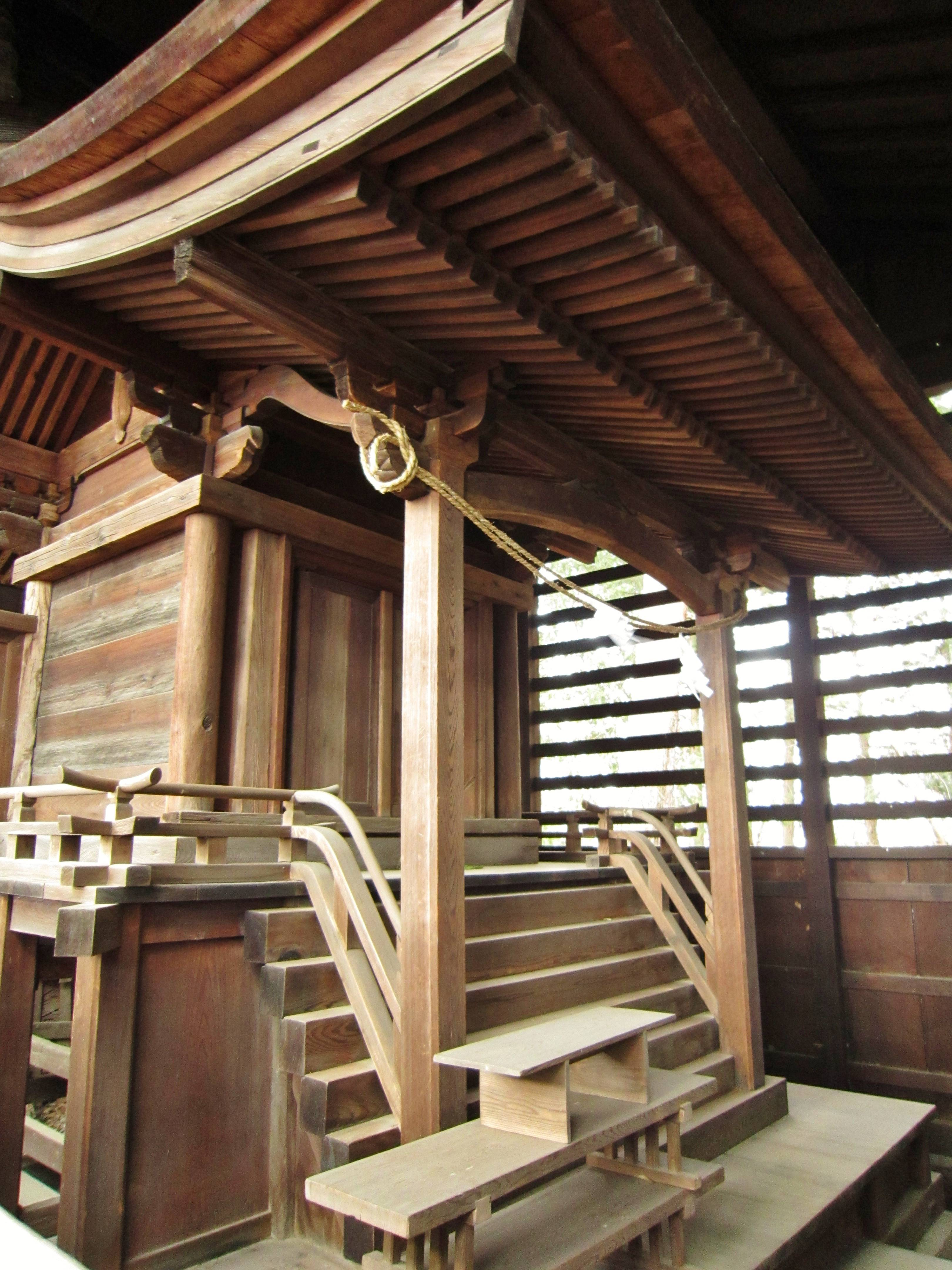
本殿（覆屋内に建つ）